# Renato Ribeiro Calixto
Renato Ribeiro Calixto, noto come Renatinho (Cardoso, 4 ottobre 1988), è un calciatore brasiliano, attaccante del Rio Branco-ES.

## Carriera

### Club
Cresciuto nel settore giovanile del Coritiba, esordì in prima squadra nel 2008 nel Campionato Paranaense, in cui segnò un gol su calcio di punizione e vinse il titolo. Girato in prestito al Londrina nell'ottobre 2008, Renatinho vinse la Copa Paraná, andando a segno in finale durante la partita e ai tiri di rigore.
Tornato al Coritiba per il Campionato Paranaense 2009, realizzò 2 gol in 17 partite. Giocò anche 6 partite di Coppa del Brasile, realizzando 2 marcature. Nel 2010 fu prestato all'Atl. Goianiense e nel 2011 al Ponte Preta. Rientrò dunque al Coritiba, dove giocò alcuni mesi prima di essere ceduto, il 17 dicembre 2011, ai giapponesi del Kawasaki Frontale, prima in prestito e poi, dal 2014, a titolo definitivo. Nel 2015 si trasferì in Cina, al Guangzhou R&F.

## Palmarès

### Club

#### Competizioni statali
- Campionato Paranaense: 1

Coritiba: 2008
- Copa Paraná: 1

Londrina: 2008